# Europa y la fe

Europa y la fe es un ensayo histórico escrito por Hilaire Belloc en 1920 donde postula que la Iglesia católica ayudó a salvar Occidente tras la caída del imperio romano como consecuencia de las invasiones bárbaras.

## Argumento
El autor afirma que, durante la Edad Oscura, la Iglesia Católica ayudó a salvar Occidente, preservando lo mejor de la civilización griega y romana y cómo los europeos, todavía hoy, se benefician de instituciones sociales y formas políticas de indudable origen católico. 
A lo largo de la obra, el escritor anglo-francés, analiza los cuatro periodos clave de la historia europea:
- Desde el paganismo a la Roma cristiana del Imperio.
- Desde el Imperio romano a la Edad Oscura.
- Desde la Edad Oscura al Medievo.
- Desde el Medioevo a la Reforma y Contrarreforma.

## Repercusiones culturales
Al destacar la religión como fuerza determinante de la sociedad, contribuyó a la progresiva conversión al catolicismo de hombres de renombre como los hermanos Gilbert Keith Chesterton y Cecil Chesterton, ambos colaboradores en el periódico The Eye Witness, del que fue su primer director.

## Obras
- Datos: Q5852160